# Karakoram Highway
De Karakoram Highway, afgekort als KKH, is de hoogste internationale weg ter wereld. Hij verbindt de Chinese autonome regio Xinjiang met Pakistan via het Karakoramgebergte. Door dit gebergte loopt de weg over de Khunjerabpas op een hoogte van 4693 meter.
De weg loopt van Kashgar in China naar Havelian in Pakistan, ten zuiden van Abbottabad, en heeft een lengte van ongeveer 1200 kilometer. Een verlenging van de weg kruist de Grand Trunk Road bij Hasan Abdal, ten westen van Islamabad.

## Route
De belangrijkste steden aan de weg zijn Kashgar - Taxkorgan - Nagar - Gilgit - Abbottabad.

## Toerisme
Tegenwoordig is de KKH een bestemming geworden voor 'avontuurlijke' reizen. De weg heeft vooral bergbeklimmers gemakkelijker toegang gegeven tot de vele bergen in het gebied.
Bergen en gletsjers zijn duidelijk zichtbaar vanaf de weg. Hij loopt ook door groene valleien met een hoge natuurwaarde. Ook liggen er rotskunstwerken en petrogliefen langs de weg. Karimabad is een populaire bestemming.

## Weer
Hevige sneeuwval sluit de weg in de winter voor langere perioden. In juli en augustus kan hevige regenval ook modderstromen en rotsval veroorzaken die de weg lang kunnen blokkeren. De weg kan het best bereisd worden in het voorjaar of de vroege herfst.

## Geschiedenis
De KKH is aangelegd door de regeringen van Pakistan en China, en was in 1978, na ongeveer 20 jaar werk, af. Honderden Pakistaanse en vooral Chinese arbeiders verloren hun leven door landverschuivingen en arbeidsongevallen (valpartijen). De route van de KKH volgt een van de vele paden van de oude Zijderoute.